# Мартина Ратеј
Мартина Ратеј (словен. Martina Ratej; Лоче, 2. октобар 1981) словеначка атлетичарка специјалиста за бацање копља.

## Спортска биографија
Маријана Ратеј изабрана је за Спортисзу године 2012. године од стране словеначке атлетске федерације због учешћа у финалу Олимпијских игара у Лондону, где је заузела 7. место. Била је и финалиста светских првенстава у Берлину 2009, у Тегуу 2011. и оба пута је била 11.

## Значајнији резултати
| Датум                  | Такмичење                        | Место                        | Пласман                | Резултат (м)           |
| Представљала Словенију | Представљала Словенију           | Представљала Словенију       | Представљала Словенију | Представљала Словенију |
| ---------------------- | -------------------------------- | ---------------------------- | ---------------------- | ---------------------- |
| 2000                   | Светско јуниорско првенство      | Сантијаго де Чиле            | 15.                    | 46,83                  |
| 2006                   | Европско првенство               | Гетеборг, Шведска            | 21.                    | 55,49                  |
| 2008                   | Европски куп Друга лига, група Б | Анси, Француска              |                        |                        |
| 2008                   | Олимпијске игре                  | Пекинг, Кина                 | 37                     | 55,30                  |
| 2009                   | Медитеранске игре                | Пескара, Италија             |                        | 59,08                  |
| 2009                   | Светско првенство                | Берлин, Немачка              | 11.                    | 57,57                  |
| 2009                   | Светско финале                   | Солун Грчка                  | 8.                     | 56,12                  |
| 2010                   | Зимски куп Европе                | Арл Француска                |                        | 65,96                  |
| 2010                   | Европско првенство               | Барселон Шпанија             | 7.                     | 60,99                  |
| 2011                   | Светско првенство                | Тегу Јужна Кореја            | 20.                    | 61,65                  |
| 2012                   | Зимски куп Европе                | Бар Црна Гора                |                        | 61,53                  |
| 2012                   | Европско првенство               | Хелсинки, Финска             | 21.                    | 51,69                  |
| 2012                   | Олимпијске игре                  | Лондон, Уједињено Краљевство | 7.                     | 61,62                  |
| 2013                   | Медитеранске игре                | Мерсин, Турска               |                        | 60,28                  |
| 2013                   | Светско првенство                | Москва, Русија               | 20.                    | 57,95 m                |
| 2014                   | Зимски куп Европе                | Леирија Португалија          |                        | 59,57                  |
| 2014                   | Европско првенство               | Цирих, Швајцарска            | 6.                     | 61,58                  |
| 2015.                  | Зимски куп Европе                | Леирија Португалија          |                        | 62,43                  |

## Лични рекорди
Лични рекорди Мартине Ратеј на дан 11. август 2015. на сајту ИААФ.
| Дисциплина   | Резултат | Место | Датум           |
| ------------ | -------- | ----- | --------------- |
| Бацање диска | 62,33 м  | Копар | 7. август 2011. |
| Бацање копља | 67,16 м  | Доха  | 14. мај 2010.   |